# Francis Picabia
Francis Picabia (franceză: [fʁɑ̃sis pikabja]: născut Francis-Marie Martinez de Picabia; n. 22 ianuarie 1879, Paris, Franța – d. 30 noiembrie 1953, Paris, Franța a fost un artist plastic, pictor, poet și tipograf francez avangardist.
După ce a experimentat artistic realizând lucrări în maniera impresionismului și pointilismului, Picabia  a devenit asociat cu mișcarea cubistă, iar ulterior cu dadaismul. Compozițiile sale, extrem de abstracte, au devenit foarte colorate și pline contraste.
La un moment dat, Picabia a devenit una din artiștii dadaiști cei mai apreciați din Statele Unite și din Franța. Artistul plastic a fost ulterior asociat cu suprarealismul, dar curând după aceea a „întors spatele” artelor vizuale.

## Studii
A studiat la École des Beaux-Arts (Școala de arte frumoase) și la École des Arts décoratifs (Școala de arte decorative) din Paris. O perioadă a fost inspirat în pictură de impresionism și apoi de cubism.

## Biografie artistica
Prin 1908 pictează tablouri impresioniste în maniera lui Sisley. Îl pasionează abstractul, căci vede în el "o pictură situată în sfera invenției pure care dă naștere unui univers de forme pe măsura propriilor dorințe și plăsmuiri".
În 1909 a intrat în contact cu cubismul. Între 1911 și 1912 a luat parte la „Întâlnirile de duminică,” în studioul lui Jacques Villon din satul Puteaux, împreună cu Apollinaire, Gleizes, Fresnaye, Léger și alții, care au dus la fondarea Secției de Aur – Section d'Or.
A jucat într-un spectacol al lui Jean Metzinger. A fost un prieten apropiat al lui Guillaume Apollinaire. In februarie, 1913, a plecat în Statele Unite pentru prima dată, unde a expus în cadrul celebrei expoziții Armory Show.
În 1914 a fost mobilizat în armată în Franța. În 1915 pleacă pentru a doua oară în Statele Unite, unde colaborează cu Marcel Duchamp. Lucrările și provocările lor vor contribui la înflorirea mișcării artistice de inspirație pre-dadaistă în America. Revista "291" a grupului lui Alfred Stieglitz publică articole proto-dadaiste ale lui Picabia, Catherine Rhoades și alții. La șfârșitul lui 1916 pleacă la Barcelona unde îi cunoaște pe Arthur Cravan și pe Marie Laurencin.
La 25 ianuarie publică primul număr al propriului său ziar de cultură pe care îl numește "391". La acest ziar el publică primele "Picturi Mecanice" și informații false despre prieteni și dușmani. În același an, se mai duce încă o dată în America și își continuă publicarea ziarului său, ajutat de Marcel Duchamp.
În 1918 își face pentru prima dată apariția la Lausanne, unde publică cartea intitulată "Poèmes et dessins de la fille née sans mère" ("Poeme și desene ale fetei născute fără mamă"). În februarie ia contact cu grupul dadaist din Zürich și contribuie la manifestul numărul 3 "Dada".
În 1919 publică numărul 8 al ziarului său care este tipărit de Julien Heuberger, care era și tipograful grupului dadaist din Zürich. Se întoarce la Paris unde continuă publicarea ziarului "391" și ia parte la demonstrațiile dadaiste.
În 1921 împreună cu Breton și cu alții se despart de „dadaismul ortodox” (majoritatea dadaiștilor). Va participa la manifestările și va publica în ziarele suprarealiștilor. În 1949 a fost organizată o mare expoziție retrospectivă la "Galeria Drouin", din Paris. Catalogul expoziției a purtat numele de "491", de mărimea unei pagini de ziar. Conținea articole scrise de André Breton, Jean Cocteau, Robert Desnos, Michel Seuphor, Victor-Lucien Tapié și alții.
Până la moartea sa, survenită în anul 1953, nu va înceta să se opună - în spirit tipic dadaist - tuturor înregimentărilor într-o anume mișcare, nu numai pentru a-și păstra propria independență, dar și datorită faptului că prețuia viața tot atât de mult ca arta.

## Colaborări la Contimporanul
Francis Picabia a fost unul din străinii de valoare certă, care a contribuit cu diverse materiale scrise la revista de avangardă românească Contimporanul, activă între 1922 și 1932 și condusă de Ion Vianu și Marcel Iancu, fapt care îl face a fi unul dintre cei care a participat la mișcarea artistică a avangardei artistice românești.

## Galerie

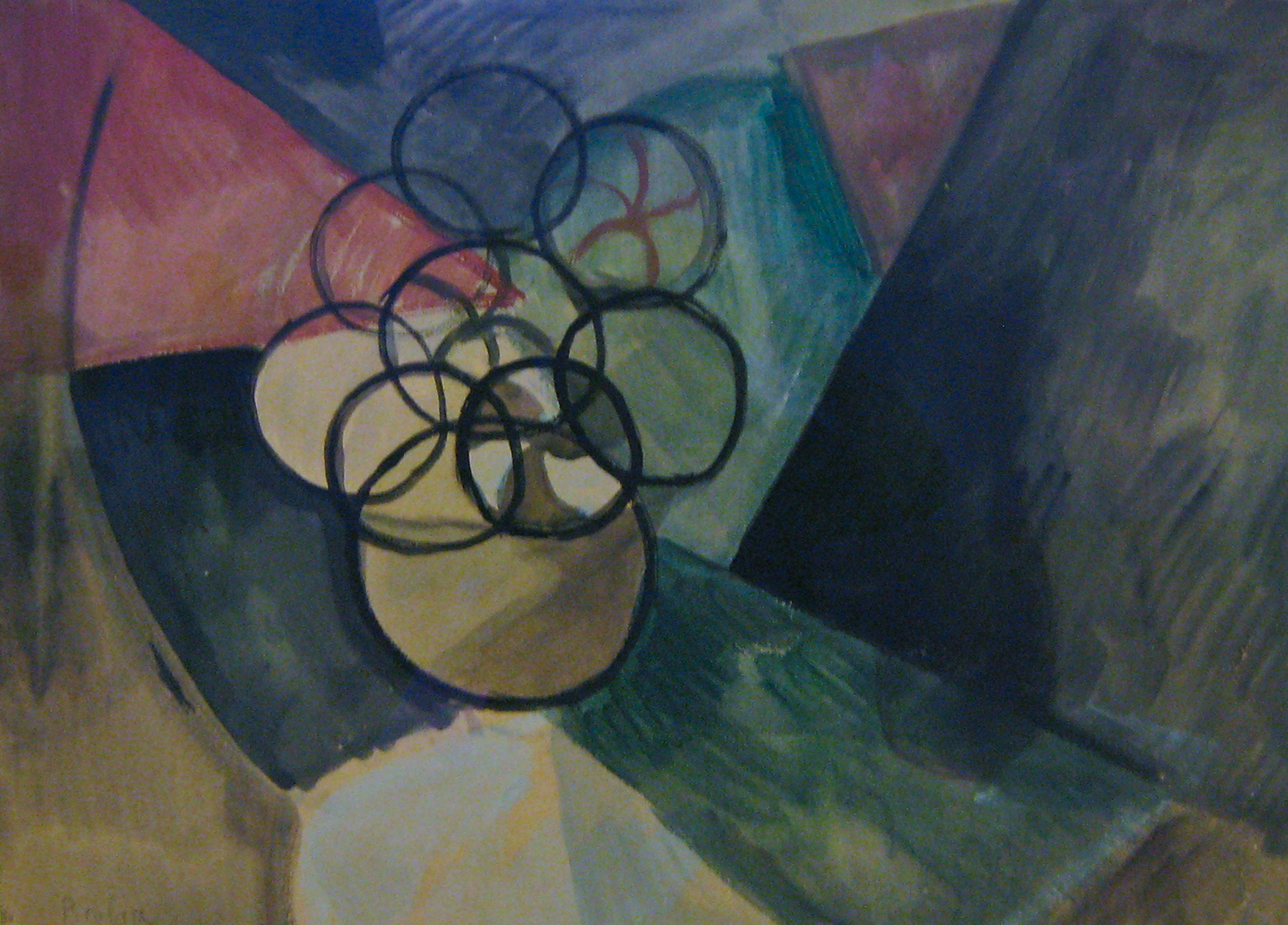
Caoutchouc 1909
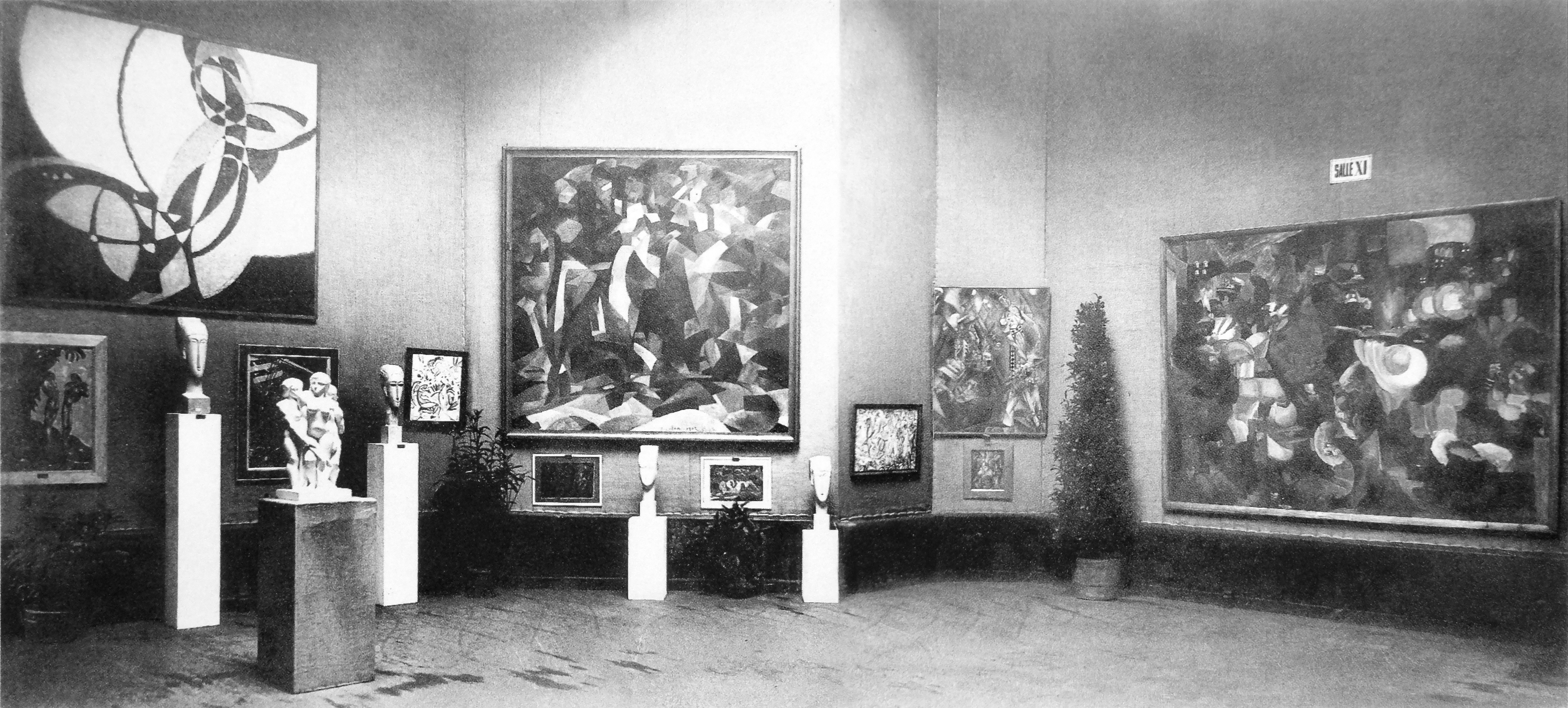
Salon d'Automne 1912, Paris — opere de Kupka, Modigliani, Csaky, Picabia, Metzinger si Le Fauconnier 1912
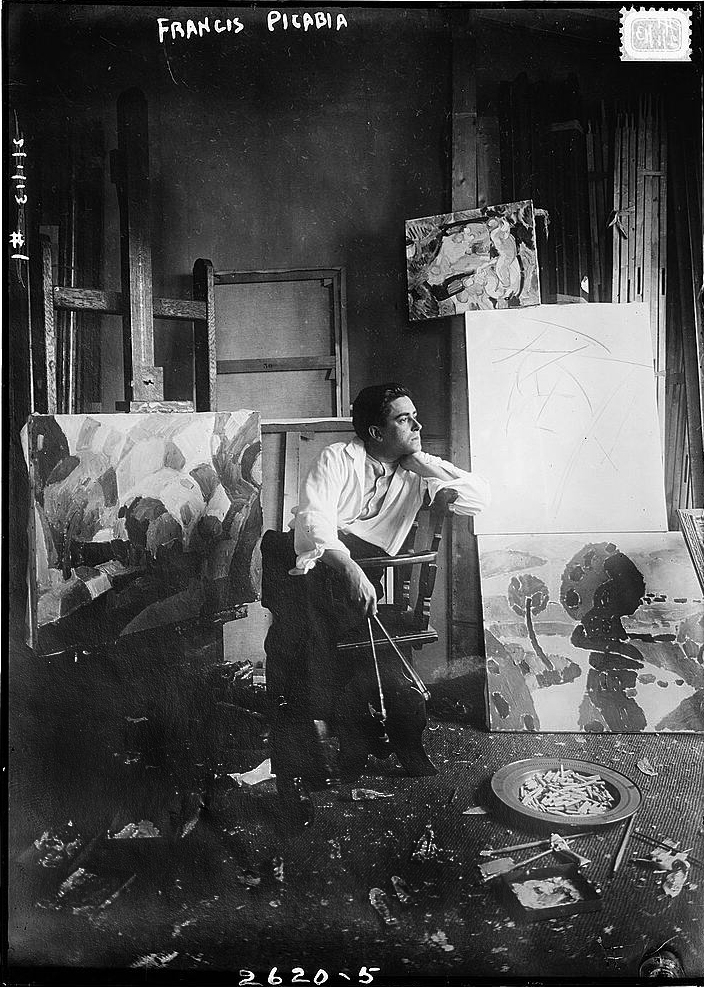
Francis Picabia în studioul său, 1912

## A se vedea și
- Dadaglobe
- Anti-artă